# Кора Ведделл
Кора Ведделл-Лойд (англ. Cora Waddell-Lloyd, при народженні — англ. Coraleen Sarah Roberto Waddell, нар. 15 грудня 1989) — американсько-філіппінська модель, акторка та відеоблогерка.

## Життєпис
Народилася в Сайпані на Північних Маріанських островах, у родині Скотта Ведделла та Френсі Роберто. Її сім'я переїхала до Орландо у Флориді в США, коли Корі було 8 років. Фінансові проблеми родини посилилися після того, як мати Кори потрапила в аварію — чимало грошей сім'я витратила на лікування. Подальші операції та відновлення вичерпали фінанси сім'ї, і вони не змогли сплачувати за медичні послуги. Ведделл покинула коледж і переїхала до Філіппін, щоб почати кар'єру моделі 2010 року. Згодом вона підписала контракт з Elite Manila Management і контракт з Viva Entertainment на п'ять років. Потім вона з'явилася у двох фільмах Viva Films Diary ng Panget: The Movie та Talk Back and You're Dead. Також взяла участь у декількох епізодах рімейку TV5 Bagets.
29 жовтня 2016 року Ведделл була представлена як постійна учасниця сьомого регулярного сезону Big Brother: Lucky 7 і отримала прізвисько «Dazzling Daughter ng Bulacan». Там вона зайняла сьоме місце.

## Кар'єра на YouTube
До створення власного каналу Ведделл вперше з'явилася на шоу The Life of a Commercial Model (Metrobank Buddy Cora Waddell) у вересні 2015 року. За 10 місяців після цього вона знялася у влозі «Baddest Model in the Philippines» з Даніелем Марш, який набув вірусної популярності (10 мільйонів переглядів). The Baddest в кінцевому підсумку спонукало на створення #Vlogsquad.
29 липня 2016 року Ведделл опублікувала свій перший влог «Vlogging around the Philippines (my first vlog)».

## Фільмографія

### Телебачення
| Рік       | Назва                              | Роль               |
| --------- | ---------------------------------- | ------------------ |
| 2018      | Bagani                             | Liwliwa            |
| 2017      | Wattpad Presents: Just the Strings | Mary Imogen Suarez |
| 2017      | Pusong Ligaw                       | Kayla Benoit       |
| 2016–2017 | Pinoy Big Brother: Lucky 7         | Herself            |
| 2011–2012 | Bagets: Just Got Lucky             | Sachi              |

### Фільми3
| Рік  | Назва                      | Роль    |
| ---- | -------------------------- | ------- |
| 2018 | Recipe For Love            | Valerie |
| 2017 | Woke Up Like This          | Kitty   |
| 2014 | Talk Back and You're Dead  | Michie  |
| 2014 | Diary ng Panget: The Movie | Riri    |